# Maria Vérone
 (juin 2019).
Maria Vérone, née le 20 juin 1874 à Paris et morte le 23 mai 1938 à Paris, est une libre-penseuse et féministe française.

## Biographie

### Naissance et origines
Née dans le 2e arrondissement de Paris le 20 juin 1874, Maria Vérone, issue de milieu modeste, est la fille de Gustave Vérone et de Marie-Antoinette Carpentier. Son père, chef comptable, homme de gauche, est l’un des fondateurs de La Libre Pensée française. Élevé au séminaire mais jamais ordonné prêtre, il devient farouchement anti-clérical.[réf. souhaitée] Sa mère est fleuriste-plumassière, originaire du Nord[réf. souhaitée]. Sa grand-mère maternelle est une demoiselle Drouet, d’origine lorraine et apparentée à Jean-Baptiste Drouet, chef de Poste à Sainte-Menehould qui fit arrêter Louis XVI à Varennes.

### Premières études
Maria Vérone fait d'abord des études à l'école communale de Levallois-Perret, puis entre à l’école primaire supérieure Sophie-Germain de Paris (aujourd'hui lycée Sophie-Germain), où elle passe ses brevets et est reçue à l’École normale d’institutrices primaires de la Seine.

### Influence de son père
Son père l’introduit dans les milieux politiques qu’il fréquente et c’est ainsi qu’en 1889, à l'âge de quinze ans, Maria Vérone est désignée secrétaire du Congrès de la Libre Pensée française. Elle reçoit en hommage une timbale en argent sur laquelle on peut lire les mentions suivantes gravées dans le métal : « Congrès de la Libre Pensée de France, à la citoyenne Maria Vérone, secrétaire du congrès 1889 ».[réf. souhaitée] Son père meurt l’année suivante, ce qui l'empêche d'enseigner les mathématiques, car elle doit aider sa mère. Elle siège également à la commission exécutive de l'Association nationale des libres penseurs de France, fondée en 1904.

### Premiers métiers
L'internat étant obligatoire, Maria Vérone refuse d'y entrer et devient répétitrice privée. C’est à ce titre qu’elle donne des leçons, notamment à Esther Dreyfus.
Maria Vérone devient par la suite institutrice auxiliaire de la Ville de Paris. Elle travaille notamment à l’école maternelle de la rue Fessart sous la direction de Madame Frapié, dont le mari, Léon Frapié, est l'auteur du livre La Maternelle, plus tard adapté au cinéma.[réf. souhaitée] Simultanément, Maria Vérone s’occupe des universités populaires (dont elle reçoit à vingt ans une médaille de remerciements pour son professorat), et elle milite dans les milieux socialistes.
Cette activité politique déplaît à l’administration de l’Instruction nationale. Il lui est interdit de faire des conférences. Maria Vérone répond « qu’en dehors de ses heures de classe, [s]on temps [lui] appartient » et elle part donner une conférence à Orléans, le dimanche précédant la semaine où elle doit être titularisée. À son retour, elle est convoquée par l’inspecteur de l'Instruction primaire Bédoré[réf. souhaitée], qui lui annonce, non sa titularisation, mais sa révocation.

### Militantisme
En 1897, Marguerite Durand crée le journal La Fronde, entièrement rédigé et réalisé par des femmes. Maria Vérone y entre comme rédactrice et secrétaire de rédaction. En 1900, elle épouse l’imprimeur Maurice Giès, mais déçue, elle divorce peu après. L’affaire Dreyfus se déclenche et elle rencontre sur les bancs de la presse un avocat et rédacteur de l’Aurore, Georges Lhermitte, qui devient son second mari en 1908.

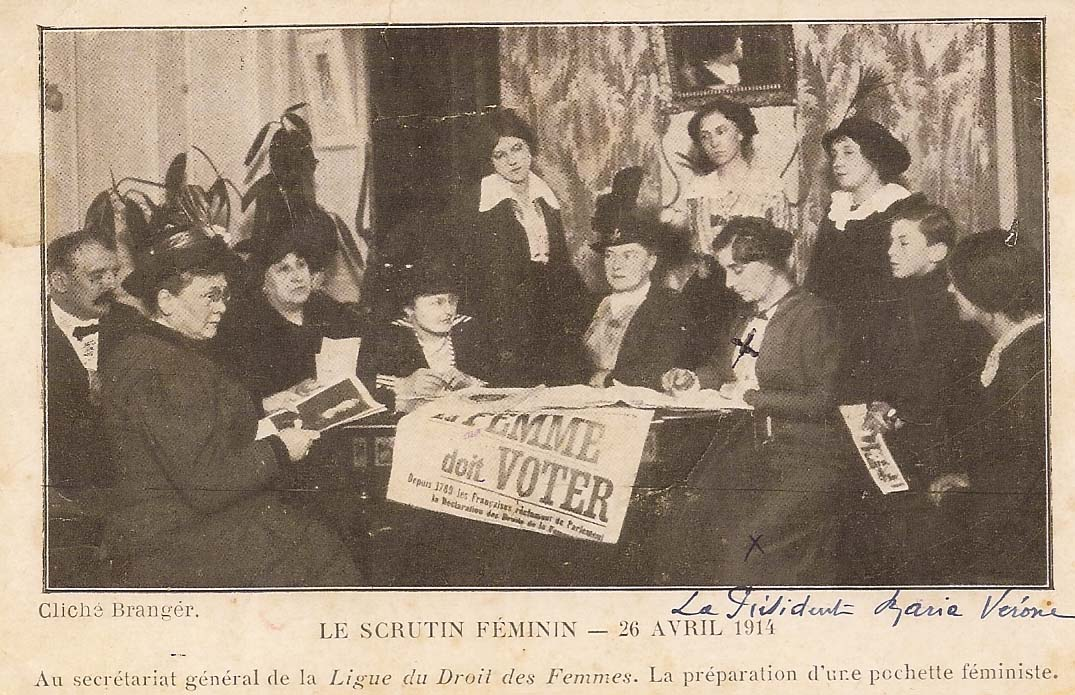
Une réunion de la Ligue pour le droit des femmes en 1914 avec Maria Vérone, sa présidente.

Dès cette époque, le couple participe[Comment ?] à l'élaboration de la loi de séparation des Églises et de l'État, qui sera adoptée en 1905[réf. souhaitée], et à la Ligue française pour le droit des femmes (LFDF), dont ils seront par la suite l’un et l’autre président (Maria Vérone y entra en 1900, fut secrétaire générale en 1904 puis présidente de 1919 à 1938). Ils militent également pour la SFIO et à la Ligue française pour la défense des droits de l'homme et du citoyen (elle est au comité central de 1910 à 1918) dont Georges Lhermitte sera président de la section du 9e arrondissement de Paris. La Fronde et l’Aurore disparaissent après l’affaire Dreyfus. Maria Vérone, toujours journaliste, entre à La Bataille syndicaliste. En 1913 et 1914, elle fait partie du Groupe des femmes socialistes.

### Carrière d'avocate
En décembre 1900, passe une loi, qui ouvre le barreau aux femmes. Maria Vérone, à vingt-huit ans, se met alors à préparer le baccalauréat et, munie de ses brevets élémentaire et supérieur, elle apprend seule le latin. Dispensée de la seconde partie (philosophie) car elle a appartenu à l’enseignement public, elle entreprend une licence en droit et devient avocate en 1907 (inscription au barreau de Paris). Elle fait partie des pionnières de cette profession ; quelques jours avant elle, Hélène Miropolsky et Agathe Dyvrande-Thévenin prêtaient serment.

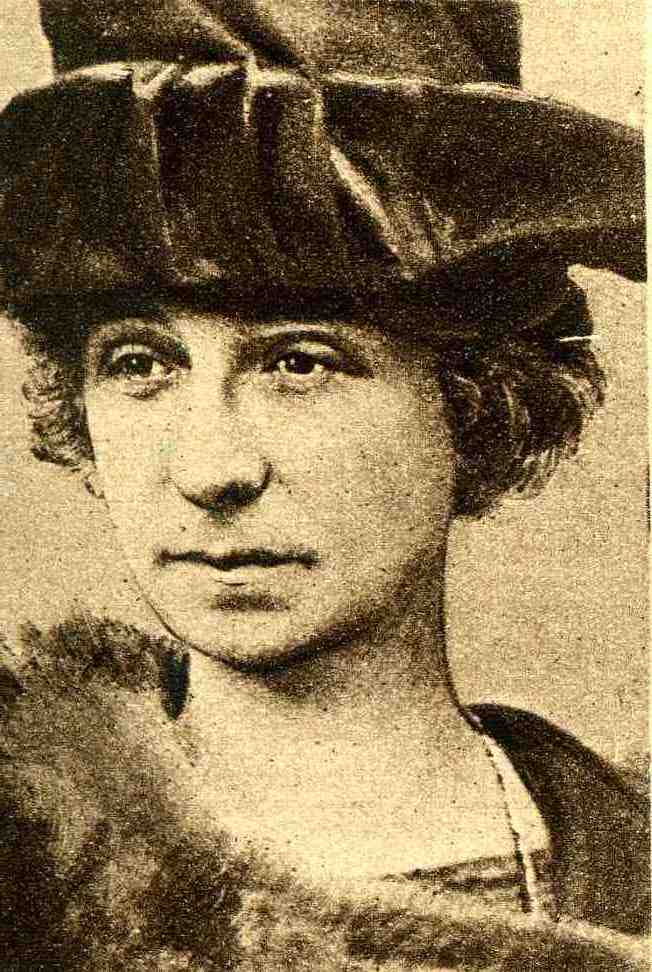
Maria Vérone vers 1919.

Sa vie, alors, se partage entre sa carrière d’avocate et de conférencière socialiste. Elle participe à une loi de 1912 sur la mise en place de tribunaux pour enfants et fait partie en 1914 de la commission extraparlementaire de rédaction du Code de l'enfance. Lorsque, le 25 mai 1913, au Pré-Saint-Gervais, la SFIO de Jean Jaurès organise, avec l'appui de la CGT et de la Fédération communiste anarchiste (FCA), une manifestation pacifiste contre la loi des Trois ans, elle est l'une des trois femmes à faire un discours avec Alice Jouenne et Louise Saumoneau,. Elle devient, et le reste jusqu’à sa mort en 1938, l'un des fers de lance et des porte-drapeaux du féminisme en France. Elle mène toute sa campagne sur le slogan « La femme paie l’impôt, la femme doit voter ». Elle fonde également l'Union nationale des avocates, et sa version internationale. Elle se présente au Conseil de l'Ordre, mais n'est pas élue.

### Suffragiste et présidente de la Ligue française pour le droit des femmes
Au printemps 1924, elle sollicite les suffrages des électeurs parisiens dans un scrutin de liste[pas clair]. La liste se compose de Mmes Airault, Aurel, Bertillon, Jacqueline Bertillon, Lita Besnard, Bousquet, France, Darget-Savarit, Léon Frapié, Camille Crespin du Gast, Suzanne Grinberg, Esther Lemaire-Crémieux, Marguerite Rochehrune et Maria Vérone. Ces femmes, artistes, journalistes, avocates, médecins, exploratrice, lancent un appel vibrant aux électeurs, réclamant : « le droit d'apporter au pays l’aide de notre zèle pour régler les moyens de vivre. On ne peut rien réussir de vivant sans que l'homme et la femme y travaillent ensemble ».
Au Conseil international des femmes, elle représente la France et préside la commission des Lois. Elle dirige de 1919 à 1938 Le droit des femmes et prend part à des manifestations pour le droit de vote des femmes afin de sensibiliser le public à ce combat. À ce titre, elle se rend souvent à la préfecture de la Seine pour y demander les autorisations nécessaires. En 1922, elle souhaite ainsi traverser Paris dans un autocar revêtu d'un calicot, sur lequel est inscrit : « Ligue des droits de la femme : la femme veut voter » ; la demande est néanmoins refusée et Maria Vérone annule son projet afin de ne pas compromettre le chauffeur qui devait la conduire. En novembre 1928, un article de presse relate son arrestation :

« Des groupes de suffragettes manifestaient mardi dernier, aux abords du Sénat et boulevard Saint-Germain. Sur les chapeaux, les rubans portaient cette devise : "La femme doit voter !". Le mouvement se déroula somme toute fort paisiblement. La police, néanmoins, s'affola. Et, sans aucune espèce de raison, une douzaine de suffragettes furent conduites au poste de la rue de Grenelle. On les y maintint quatre heures et elles ne furent relâchées que vers minuit. L’une d’elles n’était autre que Mme Maria Vérone, avocat à la cour. »

Elle est vice-présidente de l'Association d'études sexologiques et s'engage dans la défense du travail féminin en participant au comité de défense du travail féminin en 1934 et en créant la section française de l'Open Door International (1935).
En 1933, elle enregistre une conférence sur disque, Maître Maria Vérone parle du féminisme, où elle retrace l’origine de l’idée d’égalité hommes femmes et les combats féministes.

### Engagement pacifiste
Maria Vérone a également un parcours de pacifiste. De 1897 à 1900, elle écrit dans La Paix. Elle s'exprime contre la loi des trente ans de 1913 au meeting du Pré-Saint-Gervais. Plutôt favorable à la Première Guerre mondiale tant que l'Allemagne occupe les territoires français et belges, elle participe cependant de 1935 à 1937 à des meetings du Comité mondial des femmes contre la guerre et le fascisme.

### Dernières années et postérité
En 1936, lors du Front populaire, Léon Blum en prenant la charge de président du Conseil, lui offre un poste de ministre. Mais, déjà très atteinte par le mal incurable qui va l’emporter, elle décline l’offre qui aurait fait d'elle la première femme ministre en France (trois secrétaires d'État furent néanmoins nommées).[réf. nécessaire]
Elle est décorée chevalier de la Légion d'honneur en 1936.
D’une façon constante, Georges Lhermitte l’épaule dans sa lutte politique et, à sa mort en 1938, lui succède à la présidence de la Ligue française pour le droit des femmes. En quarante ans de carrière, ce sont environ 1500 articles dans 16 journaux qui sont publiés de sa main.
Après sa mort d'une maladie éprouvante en 1938, est créée l'association Les amis de Maria Vérone, dont certaines archives sont conservées au Centre des archives du féminisme à Angers. Début 2023, alors qu'un projet de musée des féminismes est initié à Angers, une collecte est lancée par son association de préfiguration afin d'acquérir un portrait de Maria Vérone par Léon Fauret ; la toile la présente à l'hôtel des sociétés savantes, réclamant que le mot « homme » soit remplacé par « être humain » dans la Déclaration des droits de l'homme et du citoyen.

### Vie privée
Maria Vérone a deux enfants, Antoinette en 1896 née de père inconnu et Georges né en 1901 de son premier mariage et mort en 1980. Elle est grand-mère de trois petites-filles.

## Lieux portant son nom

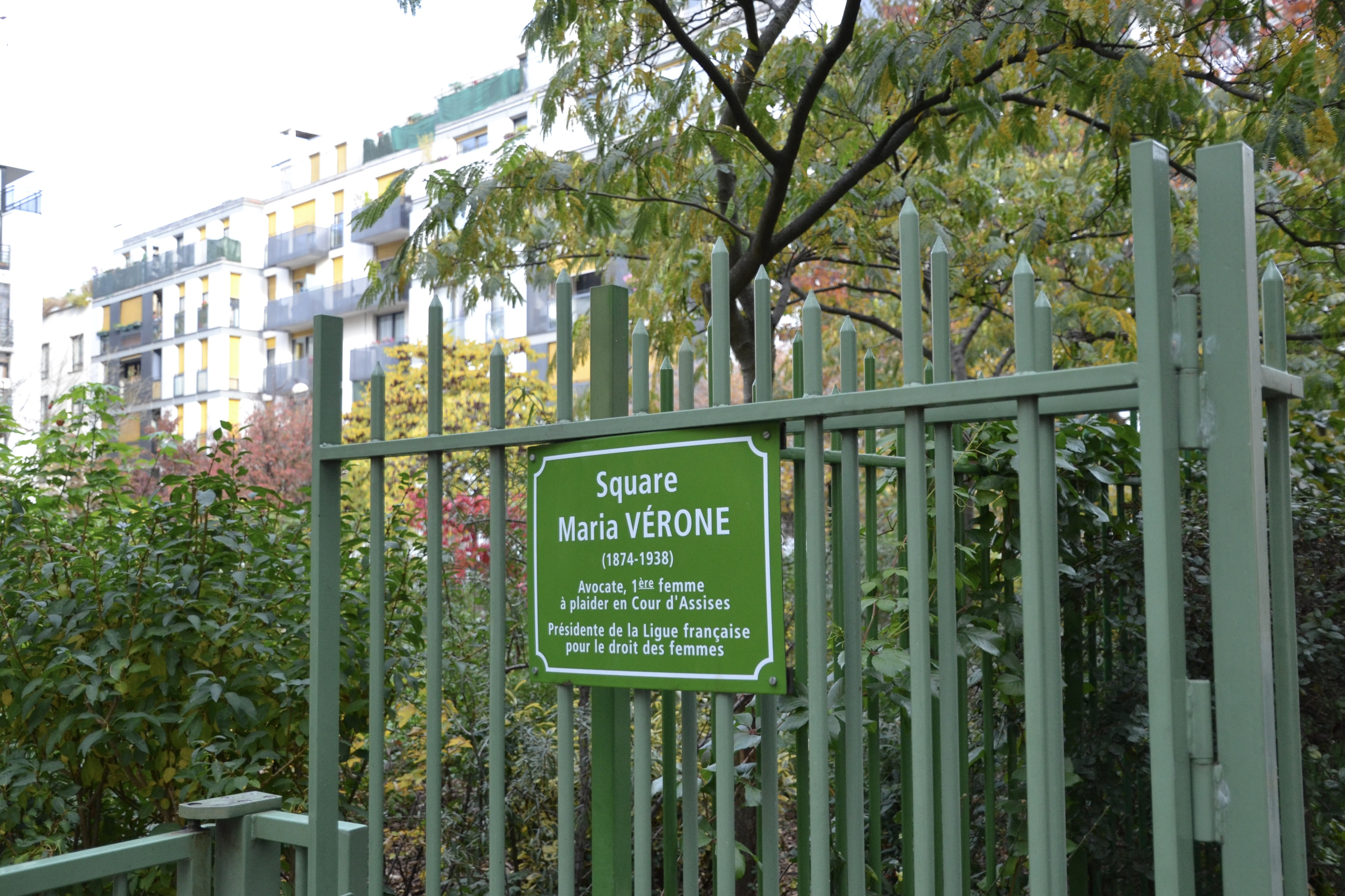
Plaque de l'entrée du square parisien.

- École maternelle Maria-Vérone, Villebarou[3]
- Square Maria-Vérone, Paris[3]
- Rue Maria-Vérone, Le Creusot